# 姊小路氏
姊小路氏是飛驒的戰國大名。作為戰國大名的姊小路氏實際是宇多源氏系的三木氏（みきし/みつきし）的家系。

## 經歷
三木氏出自宇多源氏佐佐木氏庶流的多賀則綱。作為同族的飛驒守護・京極氏的家臣移至飛驒。戰國時代京極氏式微，三木直賴的時代漸次成長為支配飛驒的戰國大名。
直賴之子・三木良賴之時乘飛驒國司姊小路家的內紛，奪取並繼承姊小路古川家。良賴透過政治工作使朝廷承認三木氏繼承姊小路家，永祿元年（1558年）叙任飛驒守。永祿2年（1559年）正式稱為姊小路姓。
天正10年（1582年）6月，織田信長因本能寺之變橫死，姊小路賴綱協助佐佐成政與羽柴秀吉敵對，天正13年（1585年）秀吉命令金森長近進攻飛驒，戰國大名之姊小路氏自此滅亡。
子孫復歸三木姓，仕於德川氏。

## 姊小路一族眾
- 三木直賴
- 姊小路良賴
- 姊小路賴綱
  - 三木顯綱
  - 姊小路信綱
  - 姊小路秀綱
- 三木近綱